# Merops pusillus
Il gruccione minore (Merops pusillus Statius Muller, 1776) è un uccello appartenente alla famiglia Meropidae, diffuso in Africa subsahariana.